# Carlo Del Re
Carlo Del Re (Codroipo, 18 ottobre 1901 – Roma, 17 giugno 1978) è stato un avvocato italiano che al servizio dell'OVRA svolse il ruolo di infiltrato  nelle organizzazioni antifasciste.

## Biografia

### L'assunzione nella polizia politica (1930)
Ormai finita la guerra, nella "Gazzetta Ufficiale" del 2 luglio 1946 vengono pubblicati i nomi delle spie dell'OVRA e tra questi compare il nome di Carlo Del Re, un personaggio di non comuni qualità intellettuali. Studente all'Università Ca' Foscari Venezia, partecipa alle manifestazioni studentesche ma poi abbandona l'attività politica e nel 1921 si laurea in legge. Consegue successivamente una laurea in Scienze economiche e un'altra in Scienze sociali a cui se ne aggiungerà una quarta nel 1932 in Economia e Diritto. Frequenta la massoneria friulana. Nel 1925 viene processato per bancarotta fraudolenta e assolto per insufficienza di prove dal tribunale di Udine. Trasferitosi a Milano attraverso conoscenze massoniche si accosta nel 1929 al movimento di "Giustizia e Libertà". Ottenuta la piena fiducia dei massoni milanesi gli viene affidato il compito di tenere i collegamenti con Parigi dove si è trasferito il Grande Oriente d'Italia. Il 20 agosto 1930 sposa una collega di lavoro dopo aver dilapidato nei mesi precedenti circa 125.000 lire ricevute in custodia giudiziale in qualità di perito del Tribunale di Milano. 
Del Re, che conosce i nomi di numerosi aderenti a "Giustizia e Libertà" e di massoni antifascisti, decide allora di mettere in pratica il consiglio del ministro Italo Balbo, conosciuto a Udine, che in un colloquio gli ha suggerito di vendere le sue informazioni mettendosi al servizio della polizia politica che nella sezione dedicata alla attività di repressione degli antifascisti assumerà il 3 dicembre 1930 la sigla di OVRA.
Del Re si accorda così nel settembre del 1930 con il capo della polizia Arturo Bocchini che in cambio dei suoi servigi gli darà una somma di lire 126.000 per sanare l'ammanco da lui causato e che gli promette che, con la conclusione positiva dell'operazione, riceverà un incarico importante nella pubblica amministrazione. 
Del Re non vuole però che compaia il suo nome come traditore e fa in modo di carpire la fiducia di Umberto Ceva, uno dei membri di "Giustizia e Libertà", coadiuvandolo nell'allestimento di ordigni esplosivi per gli attentati contro le agenzie delle imposte di Milano, Genova, Torino, Bologna, Firenze, Livorno, Roma, Trieste e Napoli diretti a manifestare l'insofferenza fiscale dei ceti medi nei confronti del regime fascista. Le bombe risultano però difettose e si decide di gettarle nel fiume Brembo.
Di fronte al rischio che l'operazione contro "Giustizia e Libertà" sfumi, Bocchini nella notte tra il 29 e il 30 ottobre dà il via agli arresti. L'unico a non essere arrestato è Del Re della cui lealtà i giellisti cominciano a diffidare tanto che il delatore, dopo aver ricevuto un nuovo compenso di 60.000 lire, per non subire la loro vendetta s'imbarca con la moglie su di un transatlantico diretto a Buenos Aires.
Umberto Ceva nel frattempo viene interrogato e accusato della strage di Milano del 12 aprile 1928 e minacciato, se non confessa, di farlo passare come spia della polizia. L'ispettore Francesco Nudi scrive infatti nella sua relazione che «Il nome di Del Re ci venne fatto durante la istruttoria da uno degli arrestati, il dott. Ceva» e che l'istruttoria era stata «grandemente facilitata dalle confessioni» del giovane chimico. Umberto Ceva, per non essere costretto a confessare di aver confezionato le bombe per l'attentato di Milano e per non denunciare Carlo Del Re, non volendo accusarlo apertamente, poiché non era sicuro che egli fosse il vero traditore, si suicida nella sua cella del carcere di Regina coeli nella notte di Natale del 1930.
Durante il processo davanti al Tribunale speciale Ernesto Rossi denuncia apertamente Carlo Del Re come agente provocatore responsabile della organizzazione degli attentati. I giudici sono costretti ad aprire le indagini contro Del Re che viene dichiarato latitante. Del Re scrive allora una lettera aperta a Gaetano Salvemini dove fa apparire Riccardo Bauer come il vero delatore.
Dopo la chiusura dei processi conclusosi con pesanti condanne contro i giellisti, la vita per Del Re si fa più difficile per la paura di una probabile vendetta degli antifascisti: decide quindi che potrà ricevere efficace protezione solo nell'Italia fascista dove torna nel 1931 sotto il nome di Giuseppe Forti. Sempre al servizio dell'OVRA si stabilisce a Napoli e da qui, dopo un tentativo di suicidio,  assilla il capo della polizia Bocchini con richieste di denaro e di essere liberato da ogni accusa della sua attività di infiltrato. A questo fine viene arrestato nel gennaio del 1932 ma il tribunale, sulla base delle testimonianze degli agenti dell'OVRA, gli dà sì la "patente" di innocente ma soltanto per insufficienza di prove.

### L'arresto, il confino e la liberazione di Del Re (1940-1943)
Alla fine del 1938 Bocchini interrompe ogni finanziamento a Del Re che si autodenunzia per i fatti del 1930 con lo scopo di ottenere un'assoluzione con formula piena e nello stesso tempo ricattare l'OVRA di portare alla luce gli avvenimenti relativi a "Giustizia e Libertà" se non tornerà ad essere regolarmente pagato. Il Tribunale lo assolve con formula più ampia ma Bocchini irritato dal ricatto il 31 ottobre 1940 lo fa arrestare e condannare a 5 anni di confino a Ventotene dove si trovano Bauer e Rossi. Per timore che possa subire una vendetta viene trasferito alle Tremiti da dove indirizza un memoriale al nuovo capo della polizia Carmine Senise rivendicando i servigi passati in nome dei quali chiede l'intervento di Mussolini per essere liberato. Così avviene e Del Re riammesso nel Partito fascista ottiene da Alessandro Pavolini la direzione del "Centro di preparazione politica per lo studio sul problema ebraico".
Con la costituzione della Repubblica Sociale Italiana Del Re si sposta al Nord e dal dicembre 1943 ricopre a Verona l'incarico di informatore del Comando delle SS in Italia, diretto dal colonnello Herbert Kappler.

### Nell'elenco delle spie e la riabilitazione (1948-1954)
Quando con la fine della guerra Del Re vede comparire sulla Gazzetta Ufficiale il suo nome tra i 622 collaboratori dell'OVRA chiede che sia cancellato ma, il 15 gennaio 1948 la "Commissione per l'esame dei ricorsi dei confidenti dell'OVRA" respinge la richiesta con la seguente motivazione:
Approfittando del passar del tempo e dell'indebolirsi della memoria pubblica, Del Re nel 1954 chiede e ottiene la riammissione nell'albo degli avvocati da cui era stato cancellato per indegnità nel 1946.

### La conferma dell'espulsione per indegnità (1956)
Nel 1955 risvegliano l'attenzione dell'opinione pubblica la pubblicazione e il successo editoriale di due libri: il libro Una spia del regime di Ernesto Rossi, in cui sono pubblicati i documenti dell'OVRA che svela la funzione di spia e agente provocatore di Carlo Del Re, e il libro di Bianca Ceva 1930. Retroscena di un dramma, dove appare il racconto documentato del suicidio del fratello Umberto, di cui viene indicato come responsabile morale Del Re che reagisce querelando per diffamazione tutti quelli che sostengono il suo coinvolgimento come spia del regime fascista negli arresti nel 1930 dei membri di Giustizia e Libertà . 
La questione della reiscrizione di Del Re nell'albo degli avvocati approda tra accesi dibattiti in Parlamento. Del Re in sua difesa pubblica un memoriale dove dichiara di non rinnegare la sua fede politica («Mi iscrivo honoris causa alla categoria delle "vecchie carogne superstiti"») e la sua coerenza ideologica rivendicando il merito di avere impedito 
Il 2 luglio 1956 il "Consiglio Nazionale Forense" conferma l'espulsione per indegnità. Del Re continuerà ad opporsi a questa decisione e a impegnarsi negli anni dal 1957 al 1959 a sostenere le sue accuse di diffamazione contro i suoi presunti detrattori che furono tutti assolti.